# Segment (Netzwerk)
Ein Netzsegment ist ein Teil eines größeren, zusammenhängenden Netzes, das virtuell und/oder physisch vom Rest des Netzes getrennt ist.
Es gibt verschiedene Gründe, ein Netz in mehrere Netzsegmente zu unterteilen: Bei größeren Netzen ist dies für eine Lastenverteilung der Broadcasts sinnvoll. Bei Schnittstellen zwischen Local Area Network (LAN) und Wide Area Network (WAN), zum Beispiel dem Internet, ist eine Trennung aus Sicherheitsgründen sinnvoll.

## Begriff
Der Ausdruck Segment wird in einem Computernetz auf verschiedenen OSI-Schichten für verschiedene Abgrenzungen verwendet.
- Auf OSI-Schicht 1 bezeichnet er das gemeinsame physische Medium, an dem Computer angeschlossen sind und ist gleichbedeutend mit Kollisionsdomäne.[1]
- Auf OSI-Schicht 2 bei Bridges werden die Netze an den beiden Schnittstellen auch als Segmente bezeichnet. Analog hierzu werden am Switch Ports, die zu mehreren MAC-Adressen führen, als Segment-Ports bezeichnet.[1]
- Auf OSI-Schicht 3 bei IP ist der Begriff Segment gleichbedeutend mit einem IP-Subnetz bzw. mit einer Broadcast-Domäne.

## Verwendung

### OSI-Schicht 1: Kollisionsdomäne

Ethernet mit Bus-Topologie, zwei Schicht-1-Segmente über Router verbunden

Innerhalb eines gemeinsamen Segments auf OSI-Schicht 1 sind mehrere Computer analog zu physischen Bustopologien in einer gemeinsamen Kollisionsdomäne verbunden. Diese Verbindungsart besteht bei Ethernet über Koaxialkabel oder über Hubs.
Ein Segment kann auch nur genau zwei Teilnehmer verbinden (Punkt-zu-Punkt). Diese Form wird bei Verkabelungen über Twisted-Pair-Kabel oder Glasfaserkabel verwendet. Ein Segment mit einer Punkt-zu-Punkt Verbindung wird häufig auch als „Link-Segment“ bezeichnet.
Innerhalb eines Segments können Repeater oder Hubs eingesetzt werden. Unterschiedliche Schicht-1-Segmente hingegen werden über Koppelelemente wie Bridges, Switches oder Router miteinander zu Schicht-2- oder Schicht-3-Segmenten verbunden.

### OSI-Schicht 2: Broadcast-Domäne, Segment-Ports

Zwei Segmente, verbunden durch einen Switch, bilden zusammen eine Broadcast-Domäne

Bridges und Switches fassen die angeschlossenen Netze zu einem Schicht-2-Segment zusammen, das wiederum aus beliebig vielen Kollisionsdomänen bestehen kann. Analog hierzu werden am Switch Ports, die zu mehreren MAC-Adressen führen, als Segment-Ports bezeichnet. Da Schicht-2-Broadcasts an alle Ports im selben Schicht-2-Segment übertragen werden, wird hier auch der Begriff Broadcast-Domäne verwendet.

### OSI-Schicht 3: IP-Netze
Auf Schicht 3 bezeichnet man gesamte TCP/IP-Netze oder -Subnetze manchmal auch als Segmente. Oder anders ausgedrückt, Stationen mit gleicher Broadcast-Domäne bilden ein gemeinsames Subnetz, normalerweise ist das deckungsgleich mit einem Schicht-2-Segment. Verschiedene Segmente müssen über Router gekoppelt werden.